# Leimacomys buettneri
Leimacomys buettneri är en gnagare som för närvarande listas i familjen råttdjur. Djurets ställning i systematiken är omstridd. Arten är bara känd från två individer som hittades 1890 i Togo.

## Kännetecken
Artens holotyp hade en kroppslängd (huvud och bål) av 11,8 centimeter och en svanslängd av 3,7 centimeter. Pälsen var på ryggen mörkbrun till gråbrun, vid skuldrorna ljusbrun och på buken gråaktig. Extremiteterna och öronen var täckta med hår men den korta svansen saknade hår. Tårna, särskilt vid de bakre extremiteterna, hade långa klor.
Framtänderna hade en liten ränna och dessutom fanns i varje käkhalva tre full utvecklade molarer, alltså 16 tänder sammanräknade. Därför antas att arten hade insekter som föda.

## Upptäcktshistoria och forskning
De två nämnda individerna hittades 1890 i en skog i centrala Togo (vid denna tid en tysk koloni) och förvaras sedan dess i Museum für Naturkunde i Berlin.
Efter den första vetenskapliga beskrivningen flyttades arten bland olika systematiska grupper. Den listades bland trädmöss (Dendromurinae), egentliga möss (Murinae) eller som nära släkting till manråttan (Lophiomys imhausi). Alla ytliga likheter med dessa djurgrupper beror troligen på konvergent evolution. I tändernas konstruktion liknar arten underfamiljen ökenråttor (Gerbillinae).
I den senaste större publikationen om däggdjur, Mammal Species of the World, listas arten i en egen underfamilj bland råttdjuren. Samtidigt påpekas att klassificeringen är tillfällig och en genetisk undersökning behövs.

## Hot
Efter 1890 hittades inga individer och i vissa publikationer betraktas arten som utdöd. Andra forskare anmärker att det aldrig gjordes en noggrann efterforskning och att arten kan finnas kvar i Togo eller Ghana. IUCN listar djuret med kunskapsbrist (data deficient).